# (33353) Chattopadhyay
Pour les articles homonymes, voir Chattopadhyay.
(33353) Chattopadhyay est un astéroïde de la ceinture principale.

## Description
(33353) Chattopadhyay est un astéroïde de la ceinture principale. Il fut découvert le 15 décembre 1998 à Socorro (Nouveau-Mexique) par le projet LINEAR. Il présente une orbite caractérisée par un demi-grand axe de 2,30 UA, une excentricité de 0,07 et une inclinaison de 6,7° par rapport à l'écliptique.